# Grzbiet Śródatlantycki

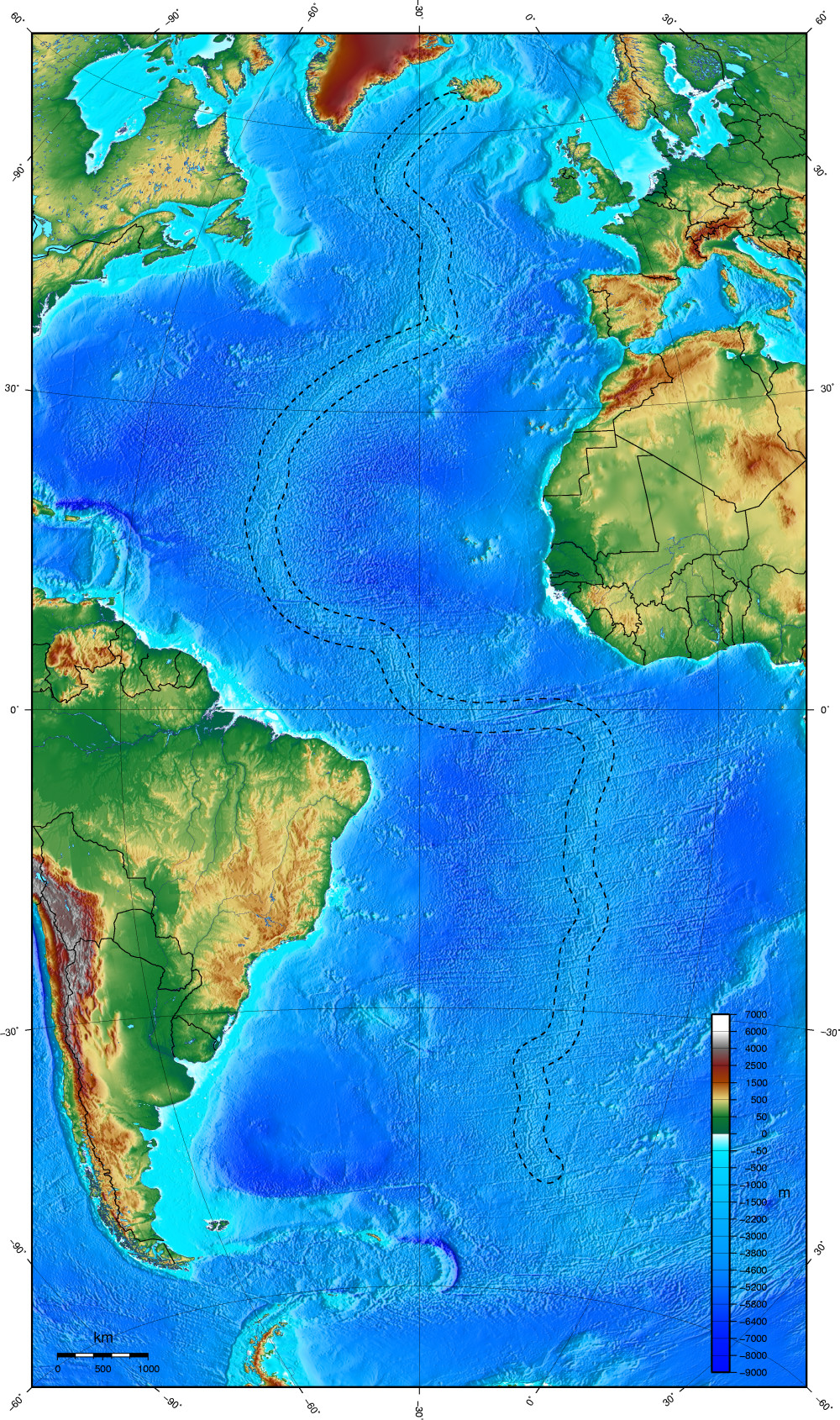
Grzbiet Śródatlantycki

Grzbiet Śródatlantycki – podwodny grzbiet śródoceaniczny na Oceanie Atlantyckim, ciągnący się od Islandii aż po Antarktydę. Jest to najdłuższy grzbiet śródoceaniczny na Ziemi. Jego przedłużeniem na obszarze Oceanu Arktycznego jest Grzbiet Gakkela. Na południu kończy się w węźle potrójnym Bouveta w pobliżu Wyspy Bouveta. Krawędź Romanche rozdziela go na Grzbiet Północnoatlantycki i Grzbiet Południowoatlantycki. Większa część grzbietu skryta jest pod wodą. Ponad powierzchnię morza została wypiętrzona Islandia. Część grzbietu w pobliżu Islandii zwana jest Grzbietem Reykjanes.

## Budowa
Grzbiet Śródatlantycki zajmuje ok. 1/3 powierzchni dna Oceanu Atlantyckiego. Jego szerokość dochodzi do 1600 km. W osiowej części Grzbietu biegnie głęboka dolina ryftowa. Tą doliną przebiega granica między płytami tektonicznymi. W tym miejscu magma z górnego płaszcza osiąga powierzchnię ziemi i tworzy nową skorupę ziemską typu oceanicznego. Jest to strefa spreadingu. Występują w niej liczne wulkany oraz kominy hydrotermalne.
Grzbiet Śródatlantycki jest poprzecinany kilkudziesięcioma poprzecznymi rozłamami – uskokami transformacyjnymi, które powodują przesunięcie doliny ryftowej na kilkadziesiąt lub kilkaset km. Uskok transformacyjny Romanche spowodował przerwanie ciągłości Grzbietu i rozsunięcie obu części na odległość 300 km.

## Odkrycie
Po raz pierwszy odkrył w 1850 amerykański oceanograf Matthew Fontaine Maury. Później był badany przez ekspedycję HMS „Challengera” w 1872. Grupa naukowców uczestnicząca w wyprawie, pod kierownictwem Charlesa Wyvilla Thomsona natknęła się na rozległy masyw górski pośrodku oceanu, kiedy próbowała wytyczyć przyszłą lokalizację transatlantyckiego kabla telegraficznego. Istnienie podwodnego łańcucha górskiego zostało potwierdzone przez sonar w 1925 a jego przedłużenie wokół Przylądka Dobrej Nadziei odkryte przez niemiecką ekspedycję Meteora (1925–1927).
W latach 50. XX wieku Bruce C. Heezen, Maurice Ewing, Marie Tharp i inni, podczas kartowania dna oceanicznego odkryli, że Grzbiet Śródatlantycki składa się z dolin i grzbietów z centralną doliną odznaczającą się aktywnością sejsmiczną i będącą epicentrum wielu trzęsień ziemi. Ewing i Heezen odkryli, że grzbiet jest fragmentem długiego na 40 000 km systemu grzbietów śródoceanicznych, występujących na dnach wszystkich oceanów. Odkrycie, że w jego centrum powstaje nowa skorupa ziemska typu oceanicznego stało się podstawą do sformułowania teorii spreadingu dna oceanicznego. Dalszą konsekwencją było rozwinięcie, zarzuconej w latach 30. XX w., teorii dryfu kontynentalnego Alfreda Wegenera we współczesną tektonikę płyt (według której tego typu grzbiety stanowią granice rozbieżne płyt tektonicznych).

## Rozwój
Grzbiet Śródatlantycki oddziela od siebie płytę północnoamerykańską od płyty eurazjatyckiej na północnym Atlantyku oraz płytę południowoamerykańską od płyty afrykańskiej na południowym. Długość Grzbietu Śródatlantyckiego jest większa niż odpowiadające mu fragmenty brzegów Afryki czy Ameryki. Świadczy to o jego rozciąganiu w kierunku południkowym.
Granica, którą tworzy dziś Grzbiet Śródatlantycki, uformowała się w triasie, kiedy to seria trójramiennych ryftów, zbiegających się w tzw. węzłach potrójnych, rozerwała superkontynent Pangei. Spośród trzech dolin ryftowych tylko dwie nadal rozwijają się i tworzą rozbieżną granicę płyt tektonicznych. Trzecie nieaktywne ramię nazywane jest aulakogenem. Aulakogeny Grzbietu Śródatlantyckiego stanowią obecnie szerokie doliny rzeczne uchodzące współcześnie do Atlantyku, są to m.in. doliny Missisipi, Amazonki czy Nigru.

## Wyspy na Grzbiecie Śródatlantyckim

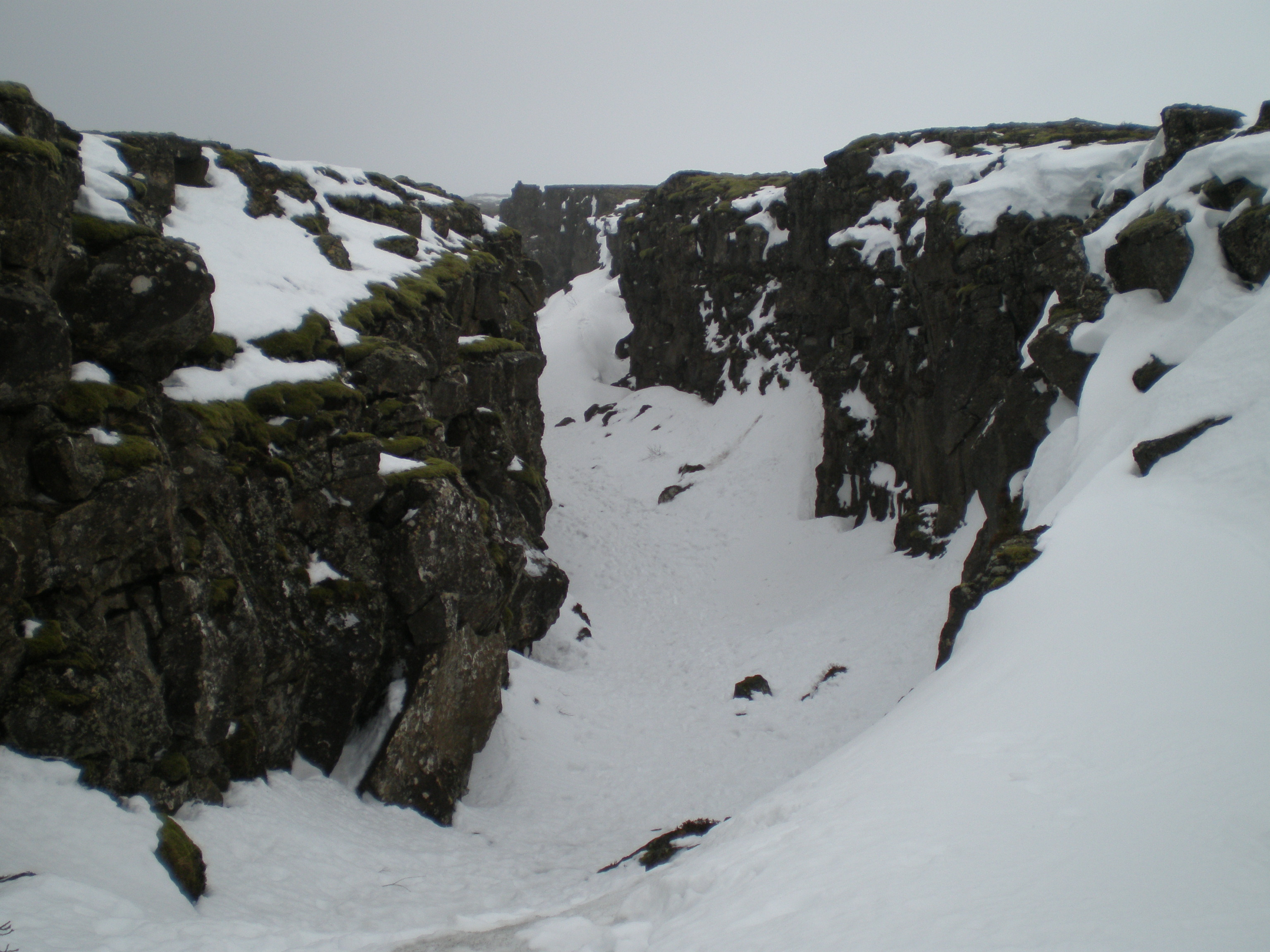
Szczelina ryftowa biegnąca środkiem Grzbietu Śródatlantyckiego na Islandii

Na obszarze Grzbietu Śródatlantyckiego znajdują się wyspy. Wymienione zostały kolejno z północy ku południu, z wysokością najwyższego punktu i lokalizacją:
Północny Atlantyk:
1. Jan Mayen (Beerenberg na Oceanie Arktycznym, 2277 m) – 71°06′00″N 8°12′00″W/71,100000 -8,200000
2. Islandia (Hvannadalshnúkur, na peryferiach lodowca Vatnajökull, 2109.6 m) – 64°01′00″N 16°41′00″W/64,016667 -16,683333
3. Azory (Montanha do Pico lub Pico Alto, na wyspie Pico, 2351 m) – 38°28′00″N 28°24′00″W/38,466667 -28,400000
4. Bermudy (Town Hill, 76 m) – 32°18′00″N 64°47′00″W/32,300000 -64,783333 (Bermudy powstały na Grzbiecie Śródatlantyckim, ale obecnie znajdują się na zachód od niego)
5. Wyspy Świętego Piotra i Pawła (Southwest Rock, 22,5 m) – 0°55′08″N 29°20′35″W/0,918889 -29,343056

Południowy Atlantyk:
1. Wyspa Wniebowstąpienia (The Peak, Green Mountain, 859 m) – 7°59′00″S 14°25′00″W/-7,983333 -14,416667
2. Tristan da Cunha (Queen Mary’s Peak, 2062 m) – 37°05′00″S 12°17′00″W/-37,083333 -12,283333
3. Gough (Edinburgh Peak, 909 m) – 40°20′00″S 10°00′00″W/-40,333333 -10,000000
4. Wyspa Bouveta (Olavtoppen, 780 m) – 54°24′00″S 3°21′00″E/-54,400000 3,350000